# 溴氧化铋
溴氧化铋是一种无机化合物，化学式为BiOBr。它在冷碱溶液中稳定，加热转化为Bi2O3。

## 制备
将硝酸铋和溴化钠的稀溶液混合搅拌，滴加氢氧化钠，可以制得溴氧化铋（BiOBr）。不同的反应条件也能得到不同比例的化合物，如Bi4O5Br2、Bi24O31Br10等。